# Galgon
 Galgon  es una población y comuna francesa, situada en la región de Aquitania, departamento de Gironda, en el distrito de Libourne y cantón de Fronsac. Esta pequeña localidad se ubica en el oeste de Francia cerca de la costa del Golfo de Vizcaya

## Demografía
| 1127 | 1106 | 1522 | 2323 | 2514 | 2435 |
| Para los censos de 1962 a 1999 la población legal corresponde a la población sin duplicidades (Fuente: INSEE [Consultar]) |      |      |      |      |      |